# Chat de Nazca
Le chat de Nazca est l'un des géoglyphes de Nazca, au Pérou. Découvert par des archéologues en octobre 2020, il représente un animal ressemblant à un chat, d'une longueur de 37 mètres.
Il vient s'ajouter à la centaine de figures animales déjà répertoriées sur le site (colibri, singe, pélican, etc.).

## Présentation
C'est lors de travaux de maintenance du site qu'a été aperçu le tracé partiellement effacé de ce dessin monumental qui daterait de plus de 2 000 ans. Le géoglyphe est situé sur le flanc d'un coteau, endroit qui servait jusqu'alors de point de vue naturel sur l'ensemble du site. 
Il mesure environ 37 mètres et représente un félin au corps de profil et au visage de face, avec des oreilles pointues. Les lignes, larges de 30 ou de 40 centimètres, étaient peu visibles en raison de leur emplacement et de l'érosion du sol. La silhouette a été repérée grâce à un drone. Une équipe d'archéologues a nettoyé et rénové le dessin. 
La découverte a été annoncée par le ministère de la Culture du Pérou, le 15 octobre 2020,, qui précise que de telles représentations de félins sont courantes sur les céramiques et les textiles de la société Paracas. Cette civilisation pré-inca, datant de 800 ans avant notre ère, se serait ensuite intégrée à celle de Nazca. Le géoglyphe, pour sa part, aurait été réalisé à une période estimée à une centaine d'années avant Jésus-Christ.